# غريغ رومان
غريغ رومان (بالإنجليزية: Greg Roman) هو لاعب كرة قدم أمريكية أمريكي، ولد في 19 أغسطس 1972 في اتلانتيك سيتي في الولايات المتحدة.